# Eberhard von Mackensen

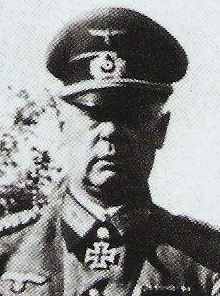
Eberhard von Mackensen (1944)

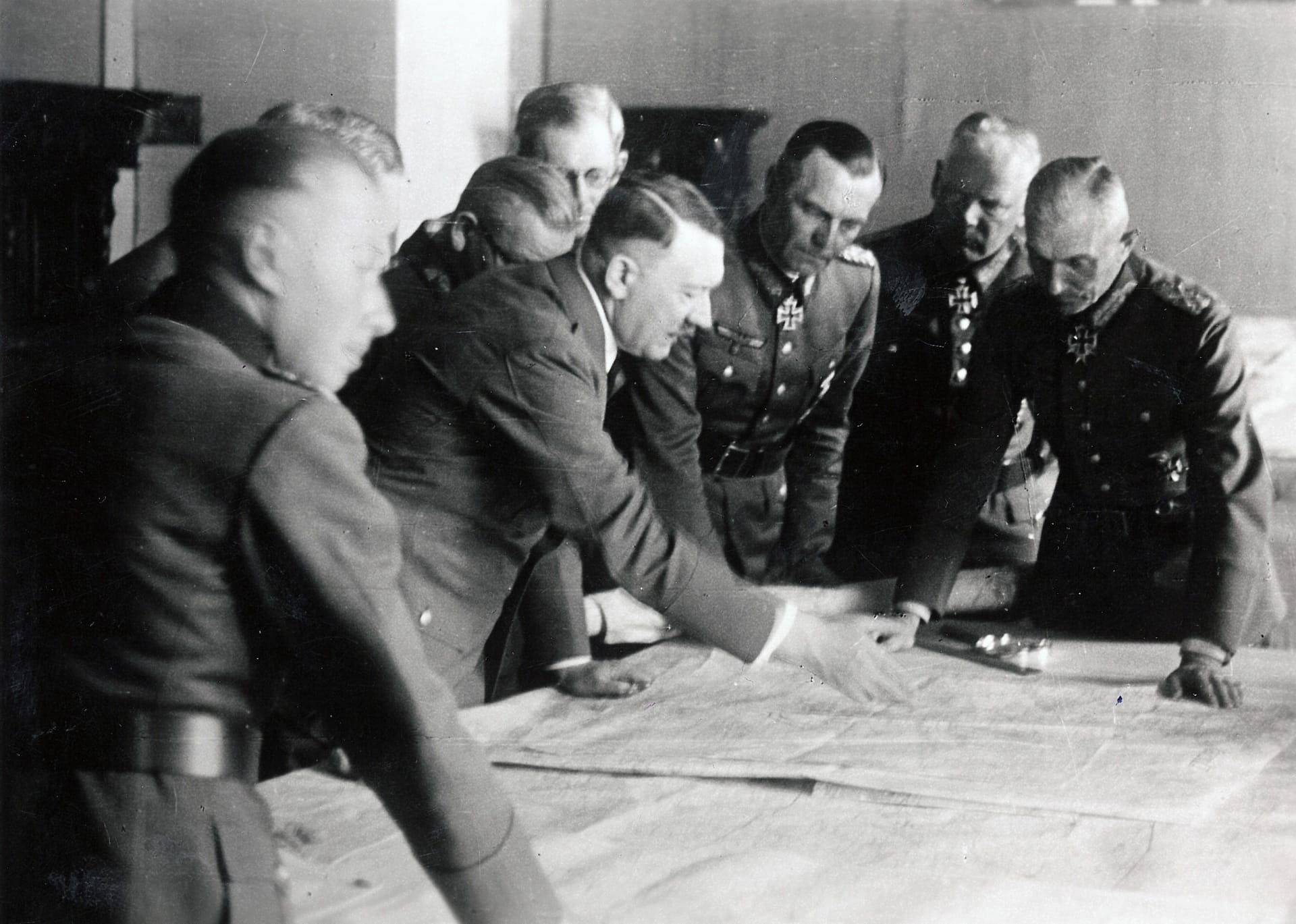
Mackensen (2.v.r.) bei einer Lagebesprechung der Heeresgruppe Süd im Juni 1942 mit Hitler

Friedrich August Eberhard Mackensen, ab 1899 von Mackensen (* 24. September 1889 in Bromberg; † 19. Mai 1969 in Neumünster) war ein deutscher Heeresoffizier, zuletzt Generaloberst im Zweiten Weltkrieg. Mackensen wurde nach Kriegsende von den Alliierten als Kriegsverbrecher zum Tode verurteilt, allerdings kurz darauf begnadigt.

## Leben

### Herkunft
Eberhard war das vierte von fünf Kindern des 1899 nobilitierten, späteren Generalfeldmarschalls August von Mackensen (1849–1945) und dessen Ehefrau Dorothea, geborene von Horn (1854–1905). 1908 machte er das Abitur am Städtischen Gymnasium in Danzig. Ein Bruder war der Diplomat Hans Georg von Mackensen.

### Kaiserreich und Erster Weltkrieg
Mackensen wurde am 1. Oktober 1908 Fahnenjunker im XVII. Armee-Korps in Danzig. Nach seiner Ernennung zum Leutnant am 22. März 1910 diente er bei Ausbruch des Ersten Weltkriegs als Regimentsadjutant im 1. Leib-Husaren-Regiment Nr. 1. Am 25. Februar 1915 erfolgte seine Beförderung zum Oberleutnant. Nach einer schweren Verwundung am 23. August 1915 wurde Mackensen als Ordonnanzoffizier in den Generalstab der Heeresgruppe Scholtz versetzt. Das Kriegsende erlebte der am 20. Mai 1917 zum Hauptmann beförderte Mackensen auf dem Balkan. Für sein Wirken während des Krieges hatte man ihn mit beiden Klassen des Eisernen Kreuzes und dem Verwundetenabzeichen in Schwarz ausgezeichnet.

### Weimarer Republik
Nach dem Ersten Weltkrieg war Mackensen bei einem Freikorps im Baltikum. Er wurde dann in die Reichswehr übernommen und diente als Chef der 1. Eskadron des 5. (Preußisches) Reiter-Regiments in Belgard. Von dort wurde Mackensen 1925 zur Heerestransportabteilung des Truppenamtes im Reichswehrministerium in Berlin kommandiert. Nach seiner Ernennung zum Major am 1. Februar 1928 diente er ab 1930 im Stab der 1. Kavallerie-Division in Frankfurt (Oder). In dieser Dienststellung wurde Mackensen am 1. Oktober 1932 zum Oberstleutnant befördert.

### Zeit des Nationalsozialismus
Ab 1. November 1933 war er Chef des Stabes der Kavallerieinspektion. Nach seiner Beförderung zum Oberst am 1. September 1934 ging Mackensen 1935 als Chef des Stabes des X. Armeekorps nach Hamburg. Im Jahre 1937 wurde er Kommandeur der 1. Kavalleriebrigade in Insterburg. Nach seiner Ernennung zum Generalmajor am 1. Januar 1938 wurde er am 1. Mai 1939 zum Heeresgruppenkommando V in Wien kommandiert. Dort wurde er Chef des Generalstabes unter Generaloberst Wilhelm List.
Nach Ausbruch des Zweiten Weltkriegs am 1. September 1939 diente Mackensen als Chef des Stabes der 14. Armee. Am 1. Januar 1940 wurde er zum Generalleutnant befördert. Nach seiner Beförderung zum General der Kavallerie am 1. August 1940 wurde er am 15. Januar 1941 Kommandierender General des III. Armeekorps. Im Rahmen der Heeresgruppe Süd eingesetzt, erhielt Mackensen am 27. Juli 1941 das Ritterkreuz des Eisernen Kreuzes. Am 22. November 1942 wurde er Befehlshaber der 1. Panzerarmee. Infolge der Kesselschlacht bei Charkow wurde Mackensen am 26. Mai 1942 mit dem Eichenlaub zum Ritterkreuz (95. Verleihung) ausgezeichnet und am 6. Juli 1943 zum Generaloberst befördert. Ab dem 5. November 1943 diente Mackensen als Oberbefehlshaber der in Italien neu aufgestellten 14. Armee.
Am 24. März 1944 erschossen deutsche SD-Angehörige beim Massaker in den Ardeatinischen Höhlen 335 italienische Zivilisten als Vergeltung für den Tod von 32 deutschen Soldaten beim Attentat in der Via Rasella. Dieses Kriegsverbrechen wurde von Adolf Hitler in Absprache mit Generaloberst Alfred Jodl und Generalfeldmarschall Albert Kesselring angeordnet. Mackensen war als Befehlshaber der 14. Armee Kesselring unterstellt. Mackensen wiederum war Vorgesetzter von Generalleutnant Kurt Mälzer, dem Stadtkommandanten von Rom. Kesselring erteilte dem Kommandeur der Sicherheitspolizei und des SD in Rom, Herbert Kappler, letztlich den Befehl zur Ermordung der Geiseln. Nach anderen Quellen erteilte Mackensen selbst den Befehl zu den Erschießungen, jedenfalls besprach sich Kappler mit ihm und mit Mälzer über das Vorgehen. Mälzer stellte sodann ein vom SS-Mann Erich Priebke geführtes Erschießungskommando zusammen, welches die Exekution der willkürlich ausgewählten Zivilisten durchführte.

### Nachkriegszeit
Nach der bedingungslosen Kapitulation befand sich Mackensen zunächst in britischer Kriegsgefangenschaft im Kriegsgefangenenlager Zedelgem (Belgien). Am 30. November 1946 wurde er wegen Kriegsverbrechen durch ein britisches Militärgericht in Rom zum Tode verurteilt. Mitte 1947 wurde er begnadigt; später wurde die Strafe in 21 Jahre Haft umgewandelt.
Am 2. Oktober 1952 wurde er freigelassen. Zuvor hatten sich Freunde, ehemalige Gegner und angeblich sogar Papst Pius XII. für ihn eingesetzt. Nach seiner Entlassung lebte Mackensen zurückgezogen in Alt Mühlendorf bei Nortorf im Kreis Rendsburg. Er starb am 19. Mai 1969 in Neumünster im 80. Lebensjahr.